# ليونارد بي ستارك
ليونارد بي ستارك (بالإنجليزية: Leonard P. Stark)‏ هو قاضي ومحامي أمريكي، ولد في 5 يوليو 1969 في ديترويت في الولايات المتحدة.